# Comté de Howard (Iowa)
Pour les articles homonymes, voir Howard et Comté de Howard.
Le comté de Howard est l'un des comtés de l'Iowa. Le chef-lieu du comté se situe à Cresco. Le comté a été fondé en 1851 et nommé en l'honneur de Tilghman Ashurst Howard, sénateur de l'Indiana.

## Comtés adjacents
- comté de Mower dans le Minnesota au nord-ouest,
- comté de Fillmore dans le Minnesota au nord,
- comté de Winneshiek à l'est,
- comté de Chickasaw au sud,
- comté de Mitchell à l'ouest,
- comté de Floyd au sud-ouest,

## Municipalités du comtés
- Chester
- Cresco
- Elma,
- Lime Springs
- Riceville

### Communauté non-incorporée
- Florenceville

### Townships
- Township d'Afton
- Township d'Albion